# Илаков-Рыт
Илаков-Рыт (болг. Илаков рът) — село в Болгарии. Находится в Великотырновской области, входит в общину Елена. Население составляет 76 человек (2022).

## Политическая ситуация
Илаков-Рыт подчиняется непосредственно общине и не имеет своего кмета.
Кмет (мэр) общины Елена — Сашо Петков Топалов (Болгарская социалистическая партия (БСП)) по результатам выборов.